# Kalkfelsen-Schließmundschnecke
Die Kalkfelsen-Schließmundschnecke (Neostyriaca corynodes, veraltet auch Clausilia corynodes oder Graciliara corynodes) ist eine Landschneckenart aus der Familie der Schließmundschnecken (Clausiliidae) mit mehreren alpinen Unterarten.

## Merkmale
Die Gehäusemaße sind 9–11 mm in der Länge und 2,2–2,4 mm in der Breite. Das Gehäuse ist klein und schlank, oft mit fast geraden Seitenrändern. Die Farbe ist dunkel rotbraun, manchmal auch rötlichviolett schimmernd. Das Gehäuse besitzt 10–12 Umgänge. Es ist so dicht und fein gerippt, dass es mit dem bloßen Auge glatt erscheint. Die Rippung ist mit dem Mikroskop jedoch gut erkennbar. Die Rippenkämme sind gerundet und nur wenig erhaben.
Das Innere der birnenförmigen Mündung ist gelblich, der Mundsaum jedoch weiß. Die Art besitzt im Verhältnis eine auffällig kleine Mündung, die mehr oder weniger (vier-)eckig ist, und eine stark ausgeprägte Unterlamelle, die über den ganzen Unterrand der Mündung hinwegreicht und einfach (nicht gegabelt) ist. Im Bogen zur Spindel ist sie geschwungen. Zwischen der Unterlamelle und der weit in die Mündung verlaufenden Oberlamelle sind keine Falten vorhanden.
Die Gaumenschwiele ist weiß und läuft basal als Erhebung an der Basalrinne aus. Palatal ist ein sehr kräftiger und eckig abgesetzter weißlicher Kallus ausgebildet, der parallel zur Lippe verläuft und in der Nähe der deutlichen Basalrinne in das Gehäuse hineinweist.
Die in Deutschland vorkommenden Unterarten ähneln Clausilia rugosa parvula (C. parvula), sind jedoch etwas größer und weisen eine stärker ausgeprägte und abweichende Mündungsarmatur auf.

## Vorkommen

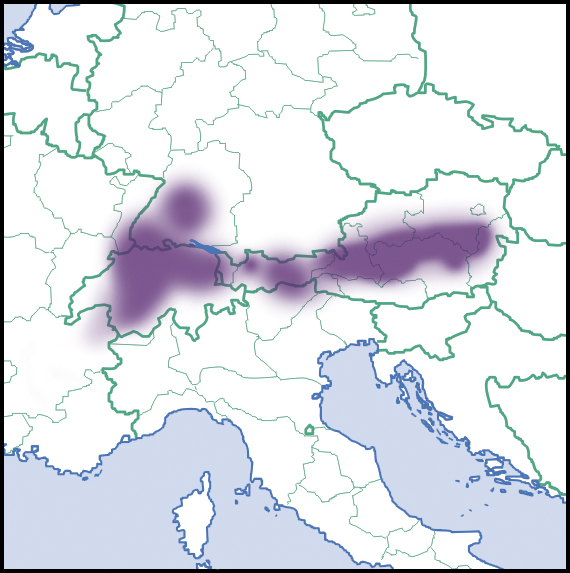
Verbreitungskarte der Art

Die Art ist in Mitteleuropa nur in bergigen und alpinen Regionen verbreitet, sonst selten. In Deutschland lebt sie nur alpin und verstreut im Schwarzwald und Schwäbischen Jura.
Die Art gilt als potentiell gefährdet.
Die calciphile Gebirgsart ist sehr feuchtigkeitsliebend und besiedelt feuchte Kalkfelsen, moosbewachsene Felsen und Geröll, gelegentlich ist sie auch an in der Nähe stehenden Bäumen zu finden, vor allem wenn diese bemooste Flächen aufweisen.

## Unterarten
Neostyriaca corynodes besitzt einige Unterarten, von denen viele nur wenig bekannt sind:
- N. corynodes brandti
- N. corynodes conclusa, ebenfalls in Deutschland vorkommend.
- N. corynodes corynodes, ebenfalls in Deutschland vorkommend.
- N. corynodes evadens
- N. corynodes saxatilis ist besonders in Süddeutschland die dominierende Unterart.[2]
- N. corynodes styriaca